# Sandneshatten
Sandneshatten är ett berg i Antarktis. Det ligger i Östantarktis. Norge gör anspråk på området. Toppen på Sandneshatten är 2 200 meter över havet, eller 594 meter över den omgivande terrängen. Bredden vid basen är 5,2 km.
Terrängen runt Sandneshatten är platt norrut, men söderut är den kuperad. Trakten är obefolkad. Det finns inga samhällen i närheten. 